# 羽鳥まみ
羽鳥 まみ（はとり まみ、8月20日 - ）は、日本の女性声優、広島県出身。

## 来歴
SAY YOU LABを経てアミュレートに準所属していたが、今はフリー声優で活動している。
旧名義は「羽鳥 磨美」（読み同じ）。
Twitchでは羽鳥まみ (popo_820)として活動。姉の影響でTwitchを始めた。
YouTubeでは「TOYPARKちゃんねる」として主にボードゲームをメインに紹介している。
上記YouTubeチャンネルではamuleto新人声優3人で出演。
みさうさ：鈴山未彩、れいにゃ：安藤鈴菜、ぽっぽ：羽鳥まみの3人でぽっぽ（羽鳥まみ）はリーダー。

## 人物
- 趣味はTRPG、マーダーミステリー、イラスト、ボードゲーム、人狼ゲーム。
- 特技はバレーボール、ネイル。
- 憧れの声優は水樹奈々。

## 出演

### アニメ
- B-PROJECT～絶頂*エモーション～

### ゲーム
- 原神(グレイス、ヴィクトリア、ヴァル、于嫣、氷封の心、長門幸子他)
- セブンナイツ(ヴァルキリー　ブー子)
- セブンナイツSwitch版(マーガレット)
- TERA ORIGIN(カイアの戦場　システムボイス)
- リネージュ2レボリューション(カマエルの戦士)
- ぎゃる☆がん　だぶるぴーす(小鹿佐代子、熊野みこと)
- ROBOTICS;NOTES DaSH
- 天地の如く関銀屏
- Relayer
- ファミコン探偵倶楽部

### 朗読・その他CD
- 困惑探偵　第一話　アフレコブース殺人事件
- 困惑探偵　第二話　鼓膜蝶々
- ｢みんなのコード2016｣
- ブンナビ薬学特別企画　対談シリーズ1

#### 映像出演
- 亜咲花3rdシングルMV｢Play the game｣
- 今日からできるSDGs